# Cantone di Les Riceys
Il Cantone di Les Riceys è una divisione amministrativa dell'arrondissement di Troyes.
A seguito della riforma approvata con decreto del 21 febbraio 2014, che ha avuto attuazione dopo le elezioni dipartimentali del 2015, è passato da 7 a 57 comuni.

## Composizione
I 7 comuni facenti parte prima della riforma del 2014 erano:
- Arrelles
- Avirey-Lingey
- Bagneux-la-Fosse
- Balnot-sur-Laignes
- Bragelogne-Beauvoir
- Channes
- Les Riceys

Dal 2015 i comuni appartenenti al cantone sono i seguenti 57:
- Arrelles
- Assenay
- Avirey-Lingey
- Avreuil
- Bagneux-la-Fosse
- Balnot-la-Grange
- Balnot-sur-Laignes
- Bernon
- Les Bordes-Aumont
- Bouilly
- Bragelogne-Beauvoir
- Channes
- Chaource
- Chaserey
- Chesley
- Cormost
- Coussegrey
- Crésantignes
- Cussangy
- Étourvy
- Fays-la-Chapelle
- Les Granges
- Javernant
- Jeugny
- Lagesse
- Laines-aux-Bois
- Lantages
- Lignières
- Lirey
- La Loge-Pomblin
- Les Loges-Margueron
- Longeville-sur-Mogne
- Machy
- Maisons-lès-Chaource
- Maupas
- Metz-Robert
- Montceaux-lès-Vaudes
- Pargues
- Praslin
- Prusy
- Les Riceys
- Roncenay
- Saint-Jean-de-Bonneval
- Saint-Pouange
- Sommeval
- Souligny
- Turgy
- Vallières
- Vanlay
- La Vendue-Mignot
- Villemereuil
- Villery
- Villiers-le-Bois
- Villiers-sous-Praslin
- Villy-le-Bois
- Villy-le-Maréchal
- Vougrey